# James Bond Jr. (Fernsehserie)
James Bond Jr. ist eine 65-teilige US-amerikanische Zeichentrick-Fernsehserie mit der Hauptfigur James Bond Junior, dem Neffen von James Bond. Sie hatte am 16. September 1991 in den USA TV-Premiere und wurde von der Produktionsfirma Murakami Wolf Swenson produziert. In Deutschland lief die Serie zum ersten Mal am 9. April 1994 auf Sat.1.

## Handlung
Der 17-jährige James Bond Junior besucht die private Warfield Prep School, Englands Spitzenschule für zukünftige Agenten, und kämpft mit der Unterstützung seiner Freunde Tracy, I.Q. und Gordo Leiter gegen die terroristische Vereinigung S.C.U.M. (Saboteurs and Criminals United in Mayhem). In Anlehnung an seinen berühmten Onkel lautet sein Schlagwort dabei stets „Bond, James Bond. Junior.“

## Charaktere

### Hauptcharaktere
Die verschiedenen Mitglieder der Warfield Academy, einschließlich James Bond Jr., seiner Freunde, Trevor Noseworthy und zweier Mitglieder des Lehrerkollegiums, sind alle fester Bestandteil der Serie und erscheinen in fast jeder Episode. Manchmal begleiten James nur zwei oder drei seiner Freunde auf seinen Abenteuern, die anderen bleiben meist auf Warfield zurück und erzählen einen sekundären Handlungsstrang, normalerweise über Trevors schlecht durchdachte Versuche, James in Schwierigkeiten zu bringen.
- James Bond Junior: Er ist der Held der Serie. James hat dunkelbraunes Haar, das zu einer Tolle geföhnt ist. Wie sein berühmter Onkel hat auch er eine Schwäche für gutaussehende Mädchen. Meist wird er aus brenzligen Situationen durch Gerätschaften oder bloßes Glück gerettet, statt sich mithilfe eigener Fähigkeiten zu befreien. Mitunter wird zwischen ihm und Tracy eine Romanze angedeutet.

- Horace Boothroyd: Horace ist der Enkel von Q und besser bekannt als IQ. Er ist der Denker und Erfinder in der Gruppe um James Bond Junior, weshalb er immer wieder mit neuen Geräten aufwarten kann. Wenn es gefährlich wird, hält IQ sich aber stets vornehm zurück. In der deutschen Übersetzung wurde sein Spitzname auf Einstein geändert.

- Tracy Millbanks: Tracy ist die Tochter des Schulleiters der Warfield Prep School. Sie ist intelligent, wagemutig und bereit, Führungspositionen zu übernehmen. Allerdings ist sie von James’ Abenteuern nicht so angetan. Dieser wiederum ist heimlich in sie verliebt – eine Zuneigung, die Tracy nicht erwidert.

- Gordo Leiter: Gordo ist ein braungebrannter kalifornischer Surfbegeisterter mit langem blondem Haar und Felix Leiters Sohn. Ihm fehlt es an gesundem Menschenverstand, während für ihn sein Aussehen und Faulenzen das Größte sind.

- Phoebe Farragut: Phoebe ist klein, bebrillt, intelligent und betört vom anderen Geschlecht, z. B. von James, der sie kaum bemerkt.

- Trevor Noseworthy IV: Trevor ist hochmütig, neidisch und trotzdem Mitleid erregend. Er ringt durch seine zweifelhaften Talente um Aufmerksamkeit oder versucht das Ansehen anderer, besonders James’, zu untergraben.

- Mr Bradford Millbanks: Er ist ein standhafter, aber unausgeglichener Ehrenmann mit grauem Haar und einem Schnurrbart, der wie ein ehemaliger Royal-Air-Force-Offizier aussieht.

- Mr Burton Mitchell: Mr Mitchell ist der Sportlehrer an der Schule und war ehemals FBI-Agent. In dieser Funktion hat er bereits mit dem echten James Bond zusammengearbeitet.

### Gegenspieler
In der Serie gibt es eine Reihe von Gegenspielern die meist für S.C.U.M. arbeiten und entlang der 65 Folgen regelmäßig erscheinen. Einige Charaktere weisen große Ähnlichkeit mit ihren filmischen Ebenbildern auf.
- S.C.U.M.-Lord: Ist der mysteriöse Anführer von S.C.U.M., den man nur selten außerhalb der terroristischen Vereinigung sieht. Er erteilt seine Befehle üblicherweise via Telescreen an andere S.C.U.M.-Mitglieder. Er hat einen Hund namens Scuzzball, der oft an seiner Seite sitzt.

- Dr. No: Ist einer von Bond Jr.’s hinterhältigsten Gegenspielern. Er hat kybernetische Armprothesen und grüne Haut, was daran liegen könnte, dass er während eines Kampfes mit 007 in einem Kernreaktor versunken ist (siehe: James Bond – 007 jagt Dr. No). Seine asiatische Abstammung wird besonders durch seinen Akzent, seine Kleidung und seinen Bart betont. Außerdem sind seine Handlanger meist Ninjas und Samuraischwerter gehören zu seinen bevorzugten Waffen.

- Dr. DeRange: Ist ein genialer aber restlos wahnsinniger Wissenschaftler und krimineller Vordenker mit starkem französischen Akzent. DeRange ist der am häufigsten vorkommende Gegenspieler in der ganzen Serie. Seine Handlanger sind hauptsächlich Eisenkappe oder Kussmund und Wasserfloh.

- Goldfinger: Ist der wohl cleverste und manipulativste Gegenspieler von James Bond Jr. Wo immer Gold im Spiel ist, da ist Goldfinger nicht weit. Seine Verbrechen sind bestimmt von seiner unersättlichen Gier nach immer mehr Gold. Sein Handlanger ist üblicherweise Odd Job.

- Goldie Finger: Ist die missratene Tochter von Goldfinger. Sie steht ihrem Vater in Sachen Gier nach Gold in nichts nach. Wenn sie gerade nicht mit ihm zusammenarbeitet, arbeitet sie bevorzugt mit Barbella zusammen.

- Baron Von Skarin: Der superreiche bayrische Baron ist ein internationaler Terrorist und Waffenschmuggler. Trotz seines grausamen Wesens verzichtet er nicht auf ein elegantes Erscheinungsbild. Er kleidet sich üblicherweise in teure Pelzmäntel und trägt ein Monokel im rechten Auge. Er scheint auch einer der Lieblingsagenten von S.C.U.M.-Lord zu sein, da er ihm oftmals persönlich Bericht erstattet.

- Captain Walker D. Plank: Ist mit seiner Augenklappe und seiner Hakenhand geradezu das Klischee eines Piratenkapitäns. Seine Verbrechen hängen bezeichnenderweise immer mit Plünderungen und dergleichen zusammen und spielen sich üblicherweise auf hoher See ab. Meistens arbeitet Kussmund für ihn.

- Chamäleon: Ist der Deckname eines gefährlichen kriminellen Genies. Dank nanotechnischer Sensoren, die chirurgisch unter seine Haut implantiert wurden, kann er das Aussehen jeder beliebigen Person nachahmen. Seine einzige Schwachstelle ist Wasser, denn es erzeugt Kurzschlüsse in seinen empfindlichen Sensoren. Chamäleon arbeitet zwar nicht für S.C.U.M., versuchte bei seinem ersten Auftritt jedoch, ihnen eine Militärwaffe zu verkaufen.

- Odd Job: Gehört zu den gefährlichsten Handlangern von S.C.U.M. Sein Markenzeichen ist sein Hut mit rasiermesserscharfer Krempe, den er wie einen Bumerang schleudert. Ursprünglich war die Figur wie im Film stumm (siehe: James Bond 007 – Goldfinger), im weiteren Verlauf der Serie jedoch konnte er plötzlich doch sprechen. Er arbeitet vornehmlich für Goldfinger und Dr. No.

- Jaws: Ist ein Handlanger höher gestellter S.C.U.M.-Agenten. Was ihm an Intelligenz fehlt, gleicht er mit seiner riesenhaften Statur und Körperkraft aus. Sein Markenzeichen ist ein Gebiss aus Stahl, dem selbst härteste Materialien nicht standhalten. An seiner Seite befindet sich meist Wasserfloh. Für die deutsche Übersetzung wurde sein Name in Kussmund geändert.

- Nick-Nack: Gehört zu den Handlangern von S.C.U.M. Aufgrund seiner sehr geringen Körpergröße ist er oft eine Zielscheibe für „kurze“ Witze, entweder von Seiten James Bonds oder seinem Partner Kussmund, mit dem er die meiste Zeit zusammen arbeitet, je nach aktuellem S.C.U.M.-Plan. Für die deutsche Übersetzung wurde sein Name in Wasserfloh geändert.

- Barbella: Ist eine sehr temperamentvolle, fast übermenschlich starke Bodybuilderin. Sie ist griesgrämig und empfindet Hass auf alles und jeden. Wenn sie nicht für Goldie Finger arbeitet muss sie sich mit der Inkompetenz von Kussmund und Wasserfloh herumärgern.

- Eisenkappe: Ist einer der Top-Attentäter von S.C.U.M. Seinen Namen verdankt er der massiven Stahlplatte, die seine gesamte Schädeldecke bedeckt. Seine Auftraggeber sind zumeist Baron Von Skarin oder Dr. DeRange.

## Hintergrund
Als animierte Serie übertrifft es die real verfilmten Bondfilme noch, was übertriebene Gadgets und verrückte Wissenschaftler angeht, jedoch ist die Gewalt der erwachsenen Bond-Serie hier nirgends offenkundig. Trotz offensichtlicher Übereinstimmungen mit den James-Bond-Romanen von Ian Fleming wurde die Sendung von den Inhabern der James-Bond-Rechte toleriert.
James-Bond-Fans betrachten James Bond Jr. für gewöhnlich nicht als Bestandteil des offiziellen Bond-Kanons, besonders weil Bond in dieser Konstellation nur ein Kind ist und die Serie Charaktere wie Dr. Julius No aufgreift, die vorher schon in anderen Bond-Filmen oder -Büchern behandelt wurden. Auch andere bekannte Gesichter halten in dieser Serie Einzug, darunter Jaws, ein wiederkehrender Bösewicht aus der Roger-Moore-Ära, zumeist in Gesellschaft mit Nick Nack, mit dem er ein sich ewig zankendes Comedy-Dou bildet. Sogar Auric Goldfinger erhält einen Auftritt, ganz wie in James Bond 007 – Goldfinger sogar mit seinem Diener Odd Job. Im Sinne der hier offensichtlichen „Verjüngung“ der Bond-Geschichten wird enthüllt, dass Goldfinger eine jugendliche Tochter namens Goldie Finger mit ebenso exklusiven Vorlieben hat. Viele der Episodentitel sind Anspielungen auf Bondfilme, z. B. Live and Let's Dance.

## Episoden
| - 01: Der erste Schultag (The Beginning) - 02: Stadt aus Gold (Earth Cracker) - 03: Das Chamäleon (The Chameleon) - 04: Der Fluch des Pharaos (Shifting Sands) - 05: Schiff Ahoi! (Plunder Down Under) - 06: Eine frostige Angelegenheit (A Chilling Affair) - 07: Tödliches Spielzeug (Nothing to Play With) - 08: Gefahr in Hollywood (Location Danger) - 09: Abschussrampe: Eiffelturm (The Eiffel Missile) - 10: Ein Wurm schlägt zu (A Worm in the Apple) - 11: Im Tal der hungrigen Dünen (Valley of the Hungry Dunes) - 12: Der Schatz von Pompeji (Pompeii and Circumstance) - 13: Die Erdbeben-Sonde (Never Give a Villain a Fair Shake) - 14: Der Fluch des Goldes (City of Gold) - 15: Blinde Wut (Never Lose Hope) - 16: Das Ungeheuer von Loch Ness (No Such Loch) - 17: Die Rache des Dr. No (Appointment in Macau) - 18: Die Lampe der Macht (Lamp of Darkness) - 19: Die Maske des Feindes (Hostile Takeover) - 20: Gefahr im Bermuda-Dreieck (Cruise to Oblivion) - 21: Das Rennen von Le Mans (A Race Against Disaster) - 22: Die Mine der Vampire (The Inhuman Race) - 23: Ein eiskalter Tänzer (Live and Let's Dance) - 24: Das Schwert der Macht (The Sword of Power) - 25: Das Rennen mit der Zeit (It's All in the Timing) - 26: Spanische Juwelen (Dance of the Toreadors) - 27: Abenteuer im Himalaya (Fountain of Terror) - 28: Der Smaragd-Schlüssel (The Emerald Key) - 29: Das Stahlmonster (Ship of Terror) - 30: Gefährliches Roulett (Deadly Recall) - 31: Alarm in der Raumstation (Hunt for Red Star One) - 32: Schottische Spiele (Scottish Mist) - 33: Die Kunst der Täuschung (The Art of Evil) | - 34: Abenteuer in Rom (The Heartbreak Caper) - 35: Die Telepathin (Mindfield) - 36: Das Geheimnis von Venedig (Leonardo da Vinci's Vault) - 37: Im Wilden Westen (Far Out West) - 38: Schußfahrt in den Abgrund (Avalanche Run) - 39: Die Seiden-Rakete (Queen's Ransom) - 40: Asteroid 604 (Barbella's Big Attraction) - 41: Die Eisformel (There for Ms. Fortune) - 42: Die fliegende Untertasse (Invaders from S.C.U.M.) - 43: Das Gold des Kolumbus (Going for the Gold) - 44: Das falsche Ufo (A DeRanged Mind) - 45: Insel der Gefahren (Catching the Wave) - 46: Die Letzten ihrer Art (Last of the Tooboos) - 47: Piraten-Regatta (S.C.U.M. on the Water) - 48: Sklaven des Goldes (Goldie's Gold Scam) - 49: Ein Partner mit vier Beinen (Canine Caper) - 50: Der Wettergott (Weather or Not) - 51: Volldampf voraus! (Ol' Man River) - 52: Im Dschungel von Australien (Between a Rock and a Hard Place) - 53: Der zweite Sherlock Holmes (Sherlock IQ) - 54: Gold aus dem All (Killer Asteroid) - 55: Ein Zug voll Dynamit (Danger Train) - 56: Diamantenfieber (Quantum Diamonds) - 57: Hübsche Mädchen und Rubine (Rubies Aren't Forever) - 58: Im Tal der schlafenden Drachen (Garden of Evil) - 59: Das Monster aus dem Eis (The Thing in the Ice) - 60: Das Spukschloß (Goldie Finger at the End of the Rainbow) - 61: Holländische Blüten (Dutch Treat) - 62: Einstein in Not (No Time to Lose) - 63: Gefahr für die Erde! (Monument to S.C.U.M.) - 64: Einsatz in Toronto (Northern Lights) - 65: Der Hammer der Macht (Thor's Thunder) |

## Titelmusik
Das Titellied wird zu Beginn jeder Folge gespielt, am Ende ist eine Instrumentalversion des Liedes zu hören. Rechts die sinngemäße deutsche Übersetzung.
| Bond, James Bond Junior. No one can stop him, but S.C.U.M. always tries, young Bond cuts through each web of spies. He learnt the game from his uncle James, now he's heir to the name James Bond. Bond, James Bond Junior. Look out, he's coming through, he's got a job to do. While he rescues the girl. James Bond Junior chases S.C.U.M. around the world! |  | Bond, James Bond Junior. Niemand kann ihn stoppen, doch S.C.U.M. versucht es immer wieder, der junge Bond schlägt sich durch jedes Netz von Spionen. Er lernte das Geschäft von seinem Onkel James, jetzt ist er der Erbe des Namens James Bond. Bond, James Bond Junior. Gebt acht, er beißt sich durch, er hat einen Job zu erledigen. Während er das Mädchen rettet. James Bond Junior jagt S.C.U.M. auf der ganzen Welt! |